# Wide Bay
Il Wide Bay è un piccolo cono vulcanico posto nella parte settentrionale dell'Isola di Unalaska, nelle Aleutine.
Il piccolo cono simmetrico, posto direttamente in riva al mare e all'omonima baia, è coronato da un cratere ovale che ha mantenuto la sua caratteristica forma, nonostante sia da lungo tempo spento e spesso coperto dai ghiacci.